# 任志宏
任志宏（3月22日—），山西孝义人，中国演播艺术家，播音指导，中国中央电视台节目主持人。

## 生平
1982年，任志宏担任山西电视台《山西新闻》主播。
1992年，朗诵散文作品《婆娘们》获得首届全国广播朗诵大赛专业组一等奖。
1993年，任志宏在山西电视台二套黄河电视台担任省台有史以来第一次以个人名字命名的新闻杂志性栏目《志宏时间》的主持人和制片人，第一次实现省台真正意义上的制片人制。
1995年，任志宏获得第二届中国广播电视主持人“金话筒”电视金奖。
1997年起，任志宏开始担任中央电视台《中国文艺》、《千秋史话》栏目的主持人；文学栏目《子午书简》的朗读人之一。
1998年，任志宏主持的《中国旅游》获得中国“彩虹奖” 优秀栏目奖。同年，担任央视纪录片《春节的故事》的解说；同年，担任央视纪录片纪录片《国交》的解说；同年，担任央视纪录片《十一世班禅》的解说，君获得“中国彩虹奖”一等奖。
1999年，在庆祝建国五十周年之际，任志宏担任央视献礼记录片——16集文献纪录片《新中国》的解说，先后获得中国“五个一工程奖”、中国电视纪录片学术奖“长片最佳解说奖”单项奖、中国电视纪录片学术奖一等奖、中国社教类系列片特别奖。
2001年，为迎接党的十六大召开，任志宏担任解说央视重点献礼片——10集理论电视专题片《走进新时代》、5集文献记录片《世纪宣言》等。同年，担任解说的纪录片《祖屋》获得第34届美国国际电影电视节银屏奖银奖； 同年，在庆祝建党八十周年之际，担任解说的央视献礼记录片《使命》、文献记录片《歌声飘过80年》、电视专题片《伟大的创造》获得中国“五个一工程奖”和特别奖；同年，任志宏开始担任央视《探索·发现》栏目的解说。
2002年，任志宏担任解说的4集记录片《军旅先锋》，获得第十届全军优秀节目系列专题一等奖；同年，解说10集电视纪实片《人在单位》；同年，为迎接党的十六大召开，担任解说的央视重点献礼片——10集理论电视专题片《走进新时代》、5集文献记录片《世纪宣言》等，均获得中国“五个一工程奖”。
2003年，任志宏担任解说的央视6集文献纪录片《宋庆龄》获得中国电视“金鹰奖一等奖”；同年，担任解说的央视10集文化纪录片《江南》获得中国“星光奖一等奖”；同年，担任解说的央视20集电视艺术专题片《独领风骚——诗人毛泽东》获中国“五个一工程奖”。
2004年起，任志宏担任中央电视台中文国际频道《国宝档案》的主持人、解说。同年，担任央视纪录片《百年毓秀》的解说；同年，担任央视纪录片《千秋三峡》的解说；同年，担任央视纪录片《李先念》的解说；同年，担任央视纪录片《陈嘉庚》的解说；同年，担任央视纪录片《中国史话》的解说；同年，担任央视纪录片《考古中国》的解说。
2005-2010年，任志宏担任中央电视台《新年新诗会》的朗诵人之一及旁白。2005-2012年，任志宏担任中央电视台纪录片《秘境追踪》的解说。2006年，任志宏担任中央电视台纪录片《世纪战争》的解说。
2007年，任志宏获得《新周刊》中国电视节目榜——最具人文气质解说奖；同年，担任纪录片《我的士兵兄弟》的解说；同年，担任纪录片《河之南》的解说。
2008年，任志宏与罗哲文、马未都、陈丹青等人一同获得“中国收藏界十大人物”称号。
2012年，任志宏与徐涛、李立宏、李易参加湖南卫视《天天向上》节目的录制。2014年，任志宏担任纪录片《北洋水师》的解说；同年，为央视一套电视剧《马兰谣》配音。2016年，任志宏为央视一套电视剧《长征大会师》配音；同年，参加凤凰卫视《鲁豫有约》栏目的录制。

## 公职
- 中国广播电影电视总局高级职称评委会委员
- 中央电视台播音指导

## 作品

### 主持
- 《山西新闻》
- 《中国文艺》
- 《千秋史话》
- 《探索发现》
- 《国宝档案》

### 解说
- 《国宝档案》
- 《子午书简》
- 《解放战争》
- 《世界文化遗产之中国档案》
- 《极地跨越》
- 《走进非洲》
- 《撼天记》
- 《北洋水师》
- 《庚子国变》
- 《徽州》
- 《江南》
- 《河之南》
- 《独领风骚：诗人毛泽东》
- 《中国史话》
- 《考古中国》
- 《丧钟为谁而鸣》
- 《战俘存亡录》
- 《较量无声》
- 《居安思危》
- 《走进新时代》
- 《辛亥革命》
- 《中国远征军》
- 《国家宝藏》
- 《我的士兵兄弟》
- 《新中国》
- 《宋庆龄》
- 《陈嘉庚》
- 《李先念》
- 《歌声飘过80年》

## 奖项
| 年份   | 作品                     | 奖项 | 是否得奖 | 备注        |
| ------ | ------------------------ | --- | -------- | ----------- |
| 1992年 | 《婆娘们》               | 首届全国广播朗诵大赛专业组一等奖                                                                            | 獲獎     | [ 1 ] [ 2 ] |
| 1995年 |                          | 第二届全国广播电视主持人“金话筒”金奖                                                                        | 獲獎     |             |
| 1998年 | 《中国旅游》             | 中国“彩虹奖” 优秀栏目奖和“彩虹奖”一等奖                                                                     | 獲獎     | [ 1 ] [ 2 ] |
| 1999年 | 《新中国》               | 全国“五个一工程奖” 中央电视台1999年优秀节目一等奖 中国电视纪录片学术委员会评选一等奖 全国社教类系列片特别奖 | 獲獎     | [ 1 ] [ 2 ] |
| 2000年 | 《新中国》               | 第六届中国电视纪录片学术奖“长片最佳解说奖”单项奖                                                            | 獲獎     | [ 1 ] [ 2 ] |
| 2001年 | 《祖屋》                 | 第34届美国国际电影电视节银屏奖银奖                                                                          | 獲獎     | [ 1 ] [ 2 ] |
| 2001年 | 《歌声飘过80年》         | 全国“五个一工程奖”、特别奖                                                                                  | 獲獎     | [ 1 ] [ 2 ] |
| 2001年 | 《伟大的创造》           | 全国“五个一工程奖”                                                                                          | 獲獎     | [ 1 ] [ 2 ] |
| 2002年 | 《军旅先锋》             | 第十届全军优秀节目系列专题一等奖                                                                            | 獲獎     | [ 1 ] [ 2 ] |
| 2002年 | 《走进新时代》           | 全国“五个一工程奖”                                                                                          | 獲獎     | [ 1 ] [ 2 ] |
| 2002年 | 《世纪宣言》             | 全国“五个一工程奖”                                                                                          | 獲獎     | [ 1 ] [ 2 ] |
| 2003年 | 《宋庆龄》               | 全国电视“金鹰奖”一等奖                                                                                      | 獲獎     | [ 1 ] [ 2 ] |
| 2003年 | 《江南》                 | 全国“星光奖”一等奖                                                                                          | 獲獎     | [ 1 ] [ 2 ] |
| 2003年 | 《独领风骚：诗人毛泽东》 | 全国“五个一工程奖”                                                                                          | 獲獎     | [ 1 ] [ 2 ] |